# Reanna Solomon
Pour les articles homonymes, voir Solomon.
Reanna Solomon, née le 16 décembre 1981 à Meneng (Nauru) et morte le 1er juillet 2022 à Denigomodu (Nauru), est une haltérophile nauruane. 
Elle fut la première femme nauruane à obtenir une médaille d'or aux Jeux du Commonwealth, et elle demeure l'une des trois seules personnes à y avoir obtenu une médaille d'or en représentant Nauru - les deux autres étant Marcus Stephen et Yukio Peter.

## Biographie

### Carrière sportive
Reanna Solomon participa aux Jeux du Commonwealth de 2002, à Manchester. Elle souleva 127,5 kg en épaulé-jeté dans la catégorie des plus de 75 kg, obtenant la médaille d'or, et remporta une deuxième médaille d'or en soulevant 227,5 kg dans l'épreuve du combiné. Dans l'épreuve de l'arraché, elle obtint la médaille de bronze, soulevant 100 kg,.
Solomon participa également aux Jeux olympiques d'été de 2004, mais sans obtenir de médaille.

### Mort
Reanna Solomon décède le 1er juillet 2022 à Denigomodu des suites d'une infection au SARS-CoV-2. Sa mort est la première de la pandémie de Covid-19 à Nauru et intervient trois mois après l'arrivée de la maladie sur l'île, restée épargnée pendant plus de deux ans,,. 
La fédération océanienne d'haltérophilie lui rend hommage et le président nauruan Lionel Aingimea adresse ses condoléances à sa famille,.